# Callirhipis pascoei
Callirhipis pascoei là một loài bọ cánh cứng trong họ Callirhipidae. Loài này được Waterhouse miêu tả khoa học đầu tiên năm 1895.